# Albert Hammond
Pour les articles homonymes, voir Hammond.
Albert Hammond (né le 18 mai 1944 à Londres) est un auteur-compositeur-interprète britannique dont la famille est originaire de Gibraltar.

## Carrière
Albert Hammond commence la musique avec le groupe The Diamond Boys, originaire de Gibraltar. Ce groupe ne connait pas de succès commercial mais joue un rôle dans l'introduction de la musique moderne en Espagne. Ils jouent notamment dans des clubs de Madrid en compagnie, entre autres, de Miguel Ríos.
En 1966, il est le cofondateur du groupe vocal Family Dog qui se fait connaitre grâce à son tube A Way of Life en 1969. Il part ensuite pour les États-Unis où il commence sa carrière professionnelle comme musicien et remporte plusieurs succès dans les années 1970 avec des titres tels que It Never Rains in Southern California, The Free Electric Band, I Don't Wanna Die in an Air Disaster, I'm a Train, Down by the River.
À cette époque, il compose également pour d'autres groupes ou chanteurs tels que Leapy Lee, Joe Dolan, The Pipkins, Axelle Red (Sensualité) ou The Hollies. Il écrit également One Moment in Time, la chanson officielle des Jeux olympiques d'été de 1988, interprétée par Whitney Houston, ainsi que plusieurs tubes pour Tina Turner.
Son fils, Albert Hammond Jr, est également musicien, dans le groupe The Strokes.

## Discographie
- 1972 : It Never Rains In Southern California
- 1973 : The Free Electric Band
- 1974 : Albert Hammond
- [1975 : 99 Miles From L.A.
- 1976 : Canta Sus Grandes Exitos En Español E Ingles
- 1976 : My Spanish Album
- 1977 : Mi Album De Recuerdos
- 1977 : When I Need You
- 1978 : Albert Louis Hammond
- 1978 : Greatest Hits
- 1979 : Al Otro Lado Del Sol
- 1981 : Comprenderte
- 1981 : Your World And My World
- 1982 : Somewhere In America
- 1986 : Hammond & West (avec Albert West)
- 1988 : The Very Best Of (CBS)
- 1989 : Best Of Me
- 1991 : Songsmith
- 1992 : 12 Exitos
- 1995 : Early Recordings 1967-1971
- 1995 : Greatest Hits
- 1996 : Coplas & Songs
- 1996 : It Never Rains In Southern California (Golden Classics)
- 1997 : El Nuevo Mundo De Los Gnomos (musique de film, en collaboration avec divers artistes)
- 1998 : Todas Sus Grabaciones En Español Para Discos Epic (1975-1978)
- 1999 : It Never Rains In Southern California
- 1999 : The Very Best Of (Sony)
- 2004 : It Never Rains In Southern California/The Free Electric Band
- 2005 : Revolution Of The Heart